# Fredrik Neij
Hans Fredrik Lennart Neij alias TiAMO (né le 27 avril 1978) est l'un des cofondateurs du site The Pirate Bay, l'un des plus gros sites référençant les fichiers BitTorrent au monde. Il a également été le propriétaire de PRQ, une société d'hébergement web basée à Stockholm qui a précédemment hébergé The Pirate Bay.
Neij apparait dans le documentaire TPB AFK - The Pirate Bay Away From Keyboard aux côtés des deux autres cofondateurs de site The Pirate Bay, Peter Sunde et Gottfrid Svartholm.